# Domasławice (Darłowo)
Domasławice (deutsch Damshagen) ist ein Dorf in der polnischen Woiwodschaft Westpommern. Es gehört zur Landgemeinde Darłowo (Rügenwalde) im Powiat Sławieński (Kreis Schlawe).

## Geographische Lage
Das Bauern- und Kirchdorf Domasławice liegt drei Kilometer südöstlich von Darłowo.
Nachbarn von Domasławice sind: im Westen Porzecze (Preetz) und Rusko (Rußhagen), im Norden und Osten Darłowo und der Stadtforst, und im Süden der Forst von Nowy Kraków (Staatsforst Neu Krakow).

## Ortsname
Zur Namensdeutung gibt es zwei Erklärungen: entweder könnte die Bezeichnung eine Zusammenfassung des slawischen Wortes für „Eiche“ (= „dąb“ – „Eichendorf“) sein, oder der Ort ist eine Gründung des rügenschen Ritters Domizlaw, der mit Wizlaw II. um 1270 in das Schlawer Land kam und dem Dorf so seinen Namen gab. Um 1358 ist der Ort als Thomashagen genannt worden.
Die deutsche Namensform „Damshagen“ gibt es noch einmal in Mecklenburg-Vorpommern, die polnische „Domasławice“ auch in der Woiwodschaft Niederschlesien.

## Geschichte
Damshagen soll in der zweiten Hälfte des 13. Jahrhunderts gegründet worden sein. Es war ein dem Kloster Buckow gehörendes Dorf. Mit der Reformation kam der Ort in das herzogliche Rügenwalder Amt.
Bis 1945 gehörte Damshagen mit den Gemeinden Schlawin (heute polnisch: Słowino) und dem Forstgutsbezirk Neu Krakow (Nowy Kraków) zum Amt Neu Krakow im Landkreis Schlawe i. Pom. im Regierungsbezirk Köslin der preußischen Provinz Pommern. Der Ort gehörte ebenso zum Standesamt Neu Krakow und lag im Bereich des Amtsgerichtes Rügenwalde (Darłowo).
Gegen Ende des Zweiten Weltkriegs wurde Damshagen von sowjetischen Truppen besetzt. Nach Kriegsende wurde die Ortschaft zusammen mit ganz Hinterpommern unter polnische Verwaltung gestellt. Damahagen wurde in Domasławice umbenannt.
Die Ortschaft ist heute ein Teil der  Verwaltungseinheit Gmina Darłowo im Powiat Sławieński der Woiwodschaft Westpommern. Heute leben hier 450 Einwohner.

## Ortsgliederung bis 1945
Vor 1945 gehörten zur Gemeinde Damshagen vier Ortschaften beziehungsweise Wohnplätze:
- Damshagen (Forsthaus) – Revierförsterei des Staatlichen Forstamtes Neu Krakow, 1 km östlich vom Ort Damshagen und nördlich der heutigen Landesstraße 37,
- Rehbockshagen (heute polnisch Różkowo) – Siedlung, 2 km südlich des Dorfes und westlich von Voßhagen,
- Voßhagen (Zagórzyn) – Siedlung, 2 km südlich von Damshagen,
- Voßhagen (Forsthaus) – Revierförsterei des Staatlichen Forstamtes Neu Krakow, 1 km südöstlich des Dorfes an der heutigen Landesstraße 37.

## Kirche

### Dorfkirche
Die Kirche in Domasławice wurde im Jahre 1998 erbaut. Sie trägt den Namen des Hl. Josef.
Ihre Vorgängerkirche hat den Zweiten Weltkrieg bis auf den Turm nicht überdauert. Über 500 Jahre hatte sie in Damshagen gestanden, 400 Jahre davon als evangelisches Gotteshaus. Es handelte sich um einen kleinen Bau – ein rechteckiges Gebäude mit einem halbrunden Chorabschluss im Osten – aus der Übergangszeit vom Romanischen zum Gotischen. Im Westen stand der Turm mit Zeltdach, der aus Ziegeln mit Feldsteinen gemauert war. Das Kirchendach war mit Ziegeln, der Turm mit Schindeln gedeckt. Das Gotteshaus war in seiner Geschichte mehrfach umgebaut worden.
Der um 1700 entstandene Altar war mit der Kanzel verbunden, anderen Seiten geschnitzte Engelsfiguren angebracht waren. Aufgrund eines Brandes des Schlawiner Pfarrhauses wurden am 24. Oktober 1808 alle Kirchenbauakten ein Raub der Flammen.

### Kirchengemeinde
Vor 1945 war Damshagen ein rein evangelisches Dorf. Die Kirche war Filialkirche im Kirchspiel Schlawin (Słowino) innerhalb des Kirchenkreises Rügenwalde (Darłowo) der Kirchenprovinz Pommern in der Kirche der Altpreußischen Union. 1940 zählte es 1535 Gemeindeglieder. In den letzten Kriegsjahren wurde der Ort von Rügenwalde aus betreut.
Heute ist die seit 1945 überwiegend katholische Bevölkerung von Domasławice nach Darłowo eingepfarrt. In Darłowo ist auch der Sitz des zuständigen Dekanats im Bistum Köslin-Kolberg der Katholischen Kirche in Polen. Die evangelischen Kirchenglieder gehören jetzt zum Kirchspiel Koszalin (Köslin) in der Diözese Pommern-Großpolen der Evangelisch-Augsburgischen Kirche in Polen.

## Schule
Die zweiklassige Schule stand vor 1945 in der Mitte des Dorfes. Es handelte sich um einen zweigeschossigen Ziegelbau, der um die Wende zum 20. Jahrhundert errichtet worden war. Die Schülerzahl belief sich auf etwa 70 Kinder.

## Verkehr
Es besteht Anschluss an die nördlich verlaufende Landesstraße 37, die die Landesstraße 6 (ehemalige deutsche Reichsstraße 1, heute auch Europastraße 28) bei Karwice (Karwitz) mit Darłowo verbindet. Die nächste Bahnstation ist Sińczyca (Schöningswalde) an der PKP-Linie 418 (Korzybie (Zollbrück)–Sławno–Darłowo).